# Khemara Keila
Khemara Keila, opgericht in 1997, is een voetbalclub uit Phnom Penh, Cambodja. Het speelt in de Cambodjaanse voetbalcompetitie. De club werkt zijn wedstrijden af in het Phnom Penh National Olympic Stadium.

## Prijzenkast
- Cambodjaanse voetbalcompetitie
  - 2005, 2006
- Hun Sen Cup
  - 2007